# Laura Asadauskaitė
Laura Asadauskaitė (n. 28 februarie 1984, Vilnius, RSS Lituaniană, URSS) este o sportivă ce a reprezentat Lituania, medaliată olimpică. A participat la 4 ediții ale Jocurilor Olimpice (2008, 2012, 2016, 2020) în care a câștigat o medalie de aur.